# Album di famiglia (1900-1960)
Album di famiglia (1900-1960) è il sesto album del cantante italiano Massimo Ranieri, pubblicato dall'etichetta discografica CGD nel 1973.

## Il disco
Si tratta di un disco di cover di canzoni italiane dagli inizi del secolo al 1960.
Come di consueto, la produzione e gli arrangiamenti sono curati da Enrico Polito.
Dopo i successi degli anni passati, questo è il primo album di Ranieri a restare nelle posizioni basse della classifica.
Dal disco non venne tratto nessun 45 giri.
Nel brano conclusivo del disco, Funiculì funiculà, Ranieri duetta con il padre Umberto.

## Tracce
Lato A
1. Come pioveva – 6:39 (Armando Gill; edizioni musicali Bideri)
2. Come prima – 3:32 (testo: Mario Panzeri – musica: Vincenzo Di Paola e Sandro Taccani; edizioni musicali La Cicala)
3. Signorinella – 3:32 (testo: Libero Bovio – musica: Nicola Valente; edizioni musicali Bideri)
4. Tornerai – 3:17 (testo: Nino Rastelli – musica: Dino Olivieri; edizioni musicali Leonardi)
5. Simme e Napule paisà (feat. Umberto Calone) – 3:14 (testo: Nicola Valente – musica: Giuseppe Fiorelli; edizioni musicali La Canzonetta)

Durata totale: 20:14
Lato B
1. Cara piccina – 4:02 (testo: Libero Bovio – musica: Gaetano Lama; edizioni musicali La Canzonetta)
2. Tu non mi lascerai – 3:12 (testo: Michele Galdieri – musica: Giovanni D'Anzi; edizioni musicali Curci)
3. Io ti ho incontrato a Napoli – 3:05 (Agostino Forte)
4. Il nostro concerto – 4:09 (testo: Giorgio Calabrese – musica: Umberto Bindi; edizioni musicali R.R.R.)
5. Come è bello far l'amore quando è sera – 2:43 (testo: Ennio Neri – musica: Luigi Martelli, Gino Simi)
6. Funiculì funiculà (feat. Umberto Calone) – 2:16 (testo: Giuseppe Turco – musica: Luigi Denza; edizioni musicali Sugar)

Durata totale: 19:27